# Лаврин, Александр Павлович
Александр Павлович Лаврин (30 сентября 1958, Советская Гавань, Хабаровский край) — российский писатель, драматург, фотограф, автор 22 книг, изданных в России, Великобритании, Италии, Франции, Германии, Китае, Болгарии, Венгрии и Польше. Самая известная книга Лаврина — «Хроники Харона». 
Написал пьесы «Усы мага», «Двое, или Сальери и Джульетта» (2011), «Казанова Чехова» (2012), а также две пьесы в соавторстве с Виктором Коркия — «С приветом, Дон Кихот!» и «Казанова: Уроки любви» (на сайте Виктора Коркия трагикомедия имеет названия; первое  «Великий любовник, или Последняя ночь Казановы») ". Обе пьесы были поставлены - первая в театре "Школа современной пьесы" (Москва), вторая - в шести российских и зарубежных театрах. Автор идеи пьесы «Любовь по системе Станиславского» («Три брата»).  Президент Ассоциации ресторанно-гастрономических обозревателей (АРГО). Основатель московского эногастрономического фестиваля Italia al dente (2012). Фотографии А. Лаврина публиковались во многих российских СМИ: «Аэрофлот», Where Moscow, Weekend, Free Тайм, «Вокруг света», Inflight Review, Amber, «Высокий полет», Mercedes Magazine и других. Участвовал в креативной разработке ряда российских брендов — в частности, пива «ПИТ» и ювелирного дома «Петр Привалов».
В 2017 году завершил книгу «12 историй о любви и смерти». В 2015—1916 гг. написал пьесы «Гоголь VS Пушкин», «Сальери и Моцарт», «Гамлет и Трио». В 2008 г. вышла книга "Тарковские: Отец и сын в зеркале судьбы" (написана совместно с итальянской слависткой Паолой Педиконе", издательство "Энас". В 2018 году в издательстве «ПроЗаик» вышла его книга «С той стороны зеркального стекла… Тарковские: отец и сын». Автор сценариев: документальный фильм "Каждый десятый", 1992 г. (тема - инвалиды в Российской Федерации, Студия документальных фильмов) и художественного фильма "История одной смерти" 1998 г. (кино студия С.Жигунова "Шанс").

## Биография
Родился в семье учителей (мать — учитель математики, отец — рисования и черчения). Бабушка — крестьянка, дед — плотник.
Образование: Московский государственный институт культуры, профессия — библиограф.
- В 1977—1993 гг. работал художественным руководителем ВИА в подмосковном Доме культуры, кладовщиком в типографии ВТО, стрелком ВОХР в Управлении канала им. Москвы, дробовщиком на фабрике игрушек, переплётчиком, частным таксистом, столяром-краснодеревщиком, репетитором, корреспондентом газеты «Советский цирк», литсотрудником журнала «Юность», переводчиком поэзии народов СССР.
- В 1994—1996 гг. главный редактор Издательского дома «Красная площадь».
- В 1996—2007 гг. главный редактор журнала WHERE Moscow, одновременно в 1997—1998 гг. — главный редактор журнала «Аэрофлот», одновременно в 1997 г. главный редактор журнала «АиФ Секретарь».
- С января 2008 г. по июль 2015 г. главный редактор спецпроектов Издательского дома СК ПРЕСС.
- В 1991 г. принят в Союз писателей СССР по рекомендации Арсения Тарковского и Игоря Шкляревского.
- С 1994 г. член Российского ПЕН-центра (рекомендован Олегом Чухонцевым и Владимиром Маканиным).
- С 1996 г. Член Правления Союза российских писателей.
- С 1993 г. Президент Российского добровольного общества воздержания от смерти — Партии бессмертных.
- С 2009 г. Президент Ассоциации ресторанно-гастрономических обозревателей Москвы.

Лауреат ряда российских и международных премий, в том числе им. Бориса Полевого (1984 г.),  им. Джузеппе Джусти (Италия, 2010 г.), им. Альфреда Тёпфера (Германия, 1998 г.)